# 케빈 크론
케빈 스캇 크론(Kevin Scott Cron, 1993년 2월 17일 ~ )은 미국의 야구 선수이자, 전 KBO 리그 SSG 랜더스의 내야수이다. 그의 형은 전 메이저 리그 콜로라도 로키스의 내야수 인 C.J. 크론이다.

## 미국 프로야구 시절
2014년에 애리조나 다이아몬드백스에 입단하였다.

## 일본 프로야구 시절
2021년에 히로시마 도요 카프에 입단하였다.

## 한국 프로야구 시절

### SSG 랜더스시절
2022년에 제이미 로맥을 대체할 야수로 영입되었으나 삼진 대비 볼넷 비율이 좋지 않았던 터라 2022년 7월 8일  방출되었으며  후안 라가레스가 대체 외국인 선수로  영입되었다.

## 별명
- 경기에서 부진할 때 '오미크론'이라고 불린다.